# Żleb Bratraniec
Żleb Bratraniec (słow. Bratranec) – ostatnie w kierunku wschodnim odgałęzienie Doliny Cichej Orawskiej. Jest to głęboki i wąski żleb wcinający się w północne stoki Koryciańskiej Czuby. Od sąsiedniej na zachód Doliny Furkaskiej oddziela go grzbiet z kulminacją Bratrańcowej Czubki (1084 m), odchodzący na północ spod turni Zamczysko.
W górnej części żleb rozgałęzia się na dwa ramiona. Spływa nim okresowy Potok Bratrańców (Bratrancov potok) uchodzący do Cichej Wody Orawskiej po wschodniej stronie Cichej Polany. Żleb jest całkowicie zalesiony. Nie prowadzą nim szlaki turystyczne, nigdy też nie miał znaczenia turystycznego.